# Valencia do Sil

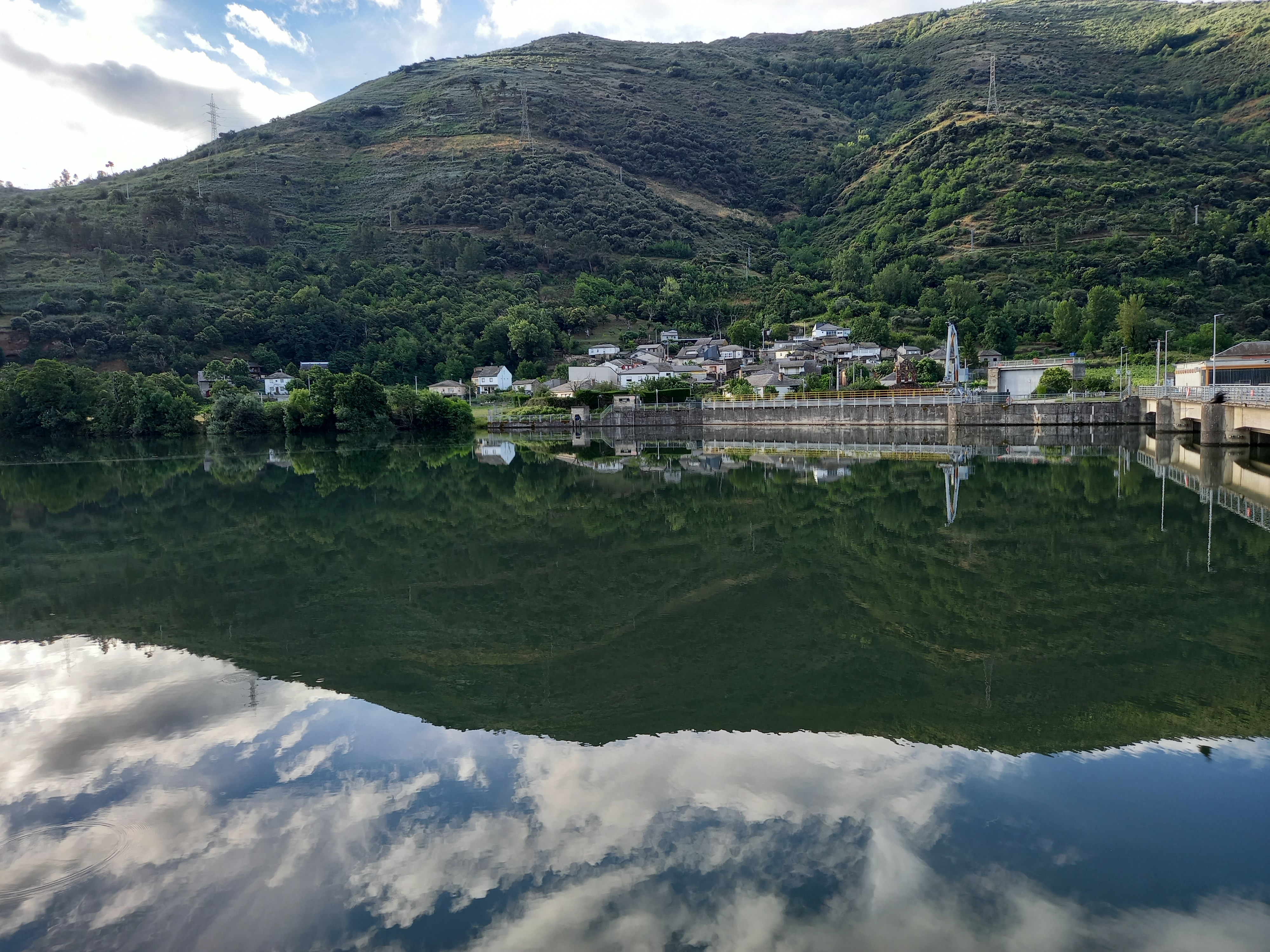
Valencia do Sil, des de l'altra riba del riu Sil

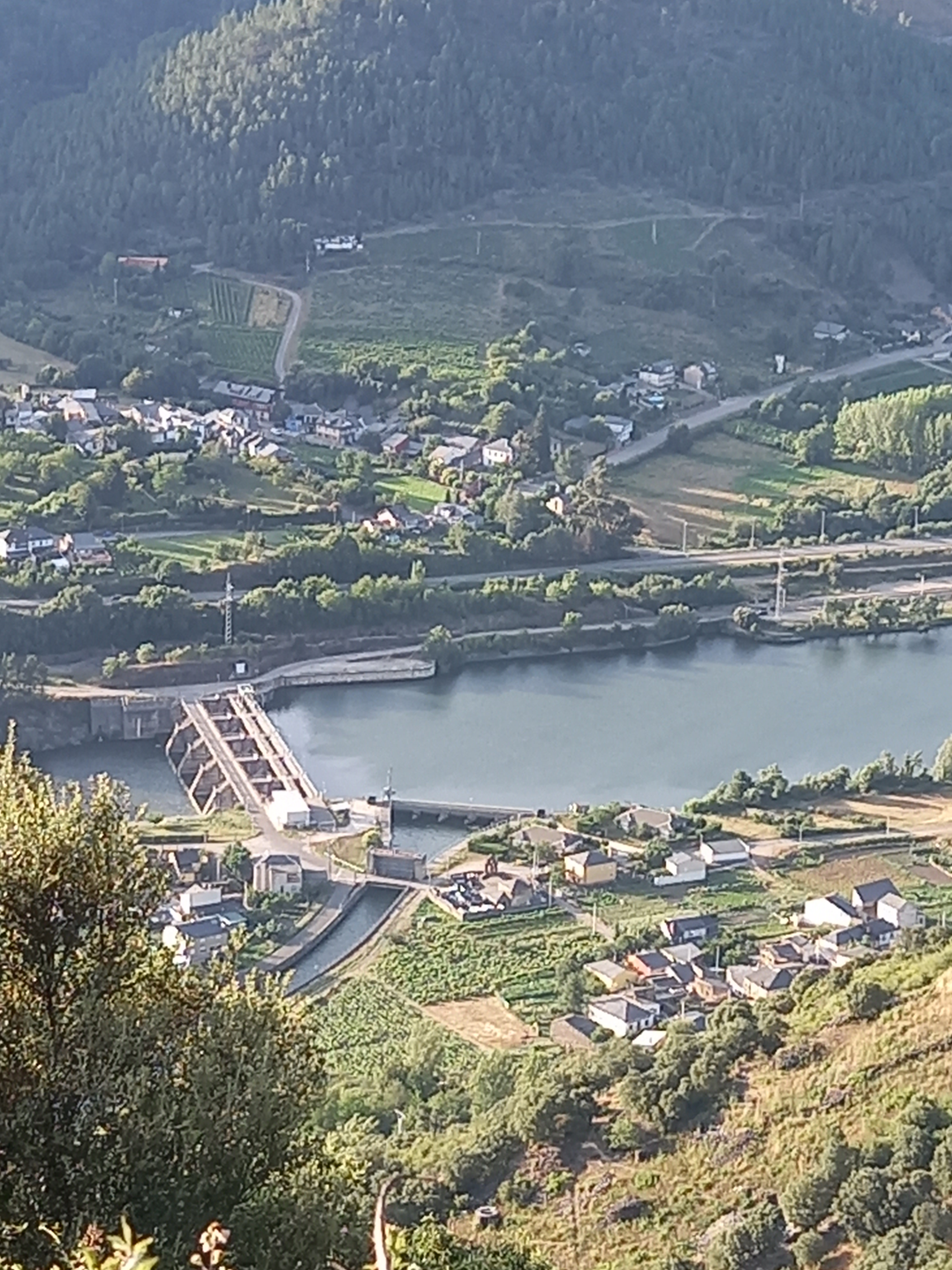
Valencia do Sil, des de la muntanya

San Bernabé de Valencia do Sil és una parròquia situada al sud-oest del terme de Vilamartín de Valdeorras, a la província d'Ourense. Situada a peus del riu Sil, hi destaca, dins del nucli, en la zona de la muntanya, un castro. L'església (segle XIX) construïda amb murs de color vermellós és de planta rectangular i té un presbiteri elevat. A prop del nucli, a la zona coneguda com "As Covas", hi ha un conjunt de bodegues, construccions de planta baixa, típiques de la zona de Valdeorras, que són l'avantsala de les coves, que aprofiten el buit de les roques en els terrenys en pendent on s'ubiquen.

## Demografia
| Evolució de població de Valencia do Sil | Evolució de població de Valencia do Sil | Evolució de població de Valencia do Sil | Evolució de població de Valencia do Sil |
| --------------------------------------- | --------------------------------------- | --------------------------------------- | --------------------------------------- |
| ANY                                     | HOMES                                   | DONES                                   | TOTAL                                   |
| 2021                                    | 42                                      | 31                                      | 73                                      |
| 2020                                    | 41                                      | 29                                      | 70                                      |
| 2019                                    | 41                                      | 30                                      | 71                                      |
| 2018                                    | 43                                      | 28                                      | 71                                      |
| 2017                                    | 47                                      | 34                                      | 81                                      |
| 2016                                    | 43                                      | 34                                      | 77                                      |
| 2015                                    | 47                                      | 37                                      | 84                                      |